# Martonyi, Borsod-Abaúj-Zemplén
Martonyi este un sat în districtul Edelény, județul Borsod-Abaúj-Zemplén, Ungaria, având o populație de 471 de locuitori (2011). 

## Demografie
Componența etnică a satului Martonyi
     Maghiari (67,13%)
     Romi (31%)
     Români (1,87%)
Componența confesională a satului Martonyi
     Romano-catolici (54,99%)
     Reformați (25,05%)
     Greco-catolici (8,92%)
     Necunoscută (10,19%)
     Fără religie (0,85%)
Conform recensământului din 2011, satul Martonyi avea 471 de locuitori. Din punct de vedere etnic, majoritatea locuitorilor (67,13%) erau maghiari, existând și minorități de romi (31,0%) și români (1,87%).  Din punct de vedere confesional, majoritatea locuitorilor (54,99%) erau romano-catolici, existând și minorități de reformați (25,05%) și greco-catolici (8,92%). Pentru 10,19% din locuitori nu este cunoscută apartenența confesională.